# Vurpódi erődtemplom

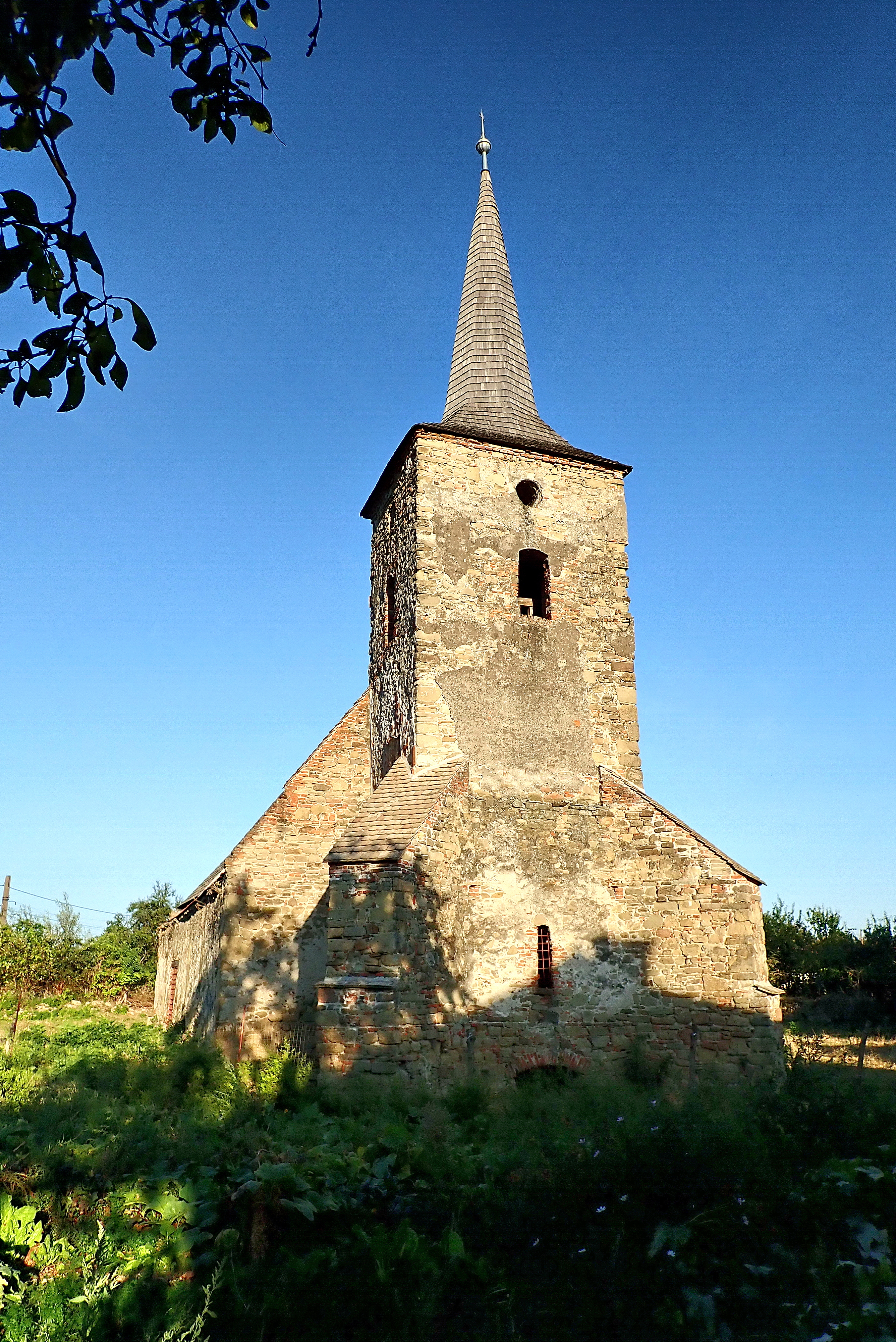
A templom mai állapota

A vurpódi erődtemplom műemlékké nyilvánított épület Romániában, Szeben megyében. A romániai műemlékek jegyzékében az SB-II-m-A-12589 sorszámon szerepel.

## Története

A templom feltételezett kinézete a középkorban

1230-ban építették román stílusban, római katolikus templomként. 1500 körül új, nyolcszögletes szentélyt építettek a főhajóhoz. A 18. században építették a barokkos dongaboltozatot és a templomtornyot. A reformáció után a hívek többsége a lutheránus hitre tért át, és a templomot átvette az evangélikus egyház. Az egykor erődített falak csak részben maradtak meg.